# ボンバーガール (ゲーム)
『ボンバーガール』（BOMBER GIRL） は、コナミアミューズメントより発売され、2018年8月30日より稼働を開始したアーケードゲーム。

## 概要
コナミデジタルエンタテインメントがハドソンよりIPを承継した「ボンバーマンシリーズ」のスピンオフタイトルとなる対戦協力型アクションゲームで、各陣営の拠点を攻めるマルチプレイヤーオンラインバトルアリーナ（MOBA）の要素も持つ。登場キャラクターが全員「ボンバーガール」と呼ばれる少女のキャラクターであるのが特徴。負けた（倒した）キャラクターの服が破れる一枚絵が表示され、軽度ではあるが脱衣ゲーム要素がある（後に帯による部分的な自主規制（稀に帯が破壊され露出する）の演出が入った）。
プレイアブルキャラクターは「ボンバーマンシリーズ」シリーズを中心にコナミがIPを保有するゲームタイトルをモチーフとしており、コナミの作品をベースとしたコラボレーションも各種実施されている。
2017年2月に開催されたジャパンアミューズメントエキスポ（以下JAEPO）2017にて発表された。
2021年12月22日よりコナステ版となる『ボンバーガール コナステ』のサービスが開始されている。
2022年7月13日にメジャーアップデートを実施し『ボンバーガール レインボー』へリニューアルされた。
2022年12月に稼働した『チェイスチェイスジョーカーズ』、2023年3月に稼働した『麻雀ファイトガール』では、パインがゲストでプレイアブル登場している。

## ゲームシステム
本作は、「ボンバーマンシリーズ」の基本システム、すなわち下記の内容をベースにしている。
- 爆風で破壊可能な「ソフトブロック」、破壊不可能な「ハードブロック」、そしてソフトブロックに隠されたパワーアップアイテムが存在する。
- 設置した爆弾は一定時間後爆発して、十字に爆風が広がる。爆風の大きさは取得したパワーアップアイテムに依存する。
- キャラクターのパワーアップ要素は、爆風の大きさ・同時に設置できる爆弾の数・移動速度の3つ。
- 設置した爆弾は動かすことができない（※例外あり）
- 爆風は、ブロックに当たると貫通せずそこで止まる（※例外あり）
- プレイヤーは爆弾を設置しながら、ソフトブロックを破壊しつつアイテムを回収してパワーアップする
- 爆弾やブロックを飛び越したりすり抜けることはできない（※例外あり）

これを4対4のマルチプレイヤーオンラインバトルアリーナ（MOBA）としてルールやシステムを拡張したアクションゲームである。例外ありの部分は、キャラクター毎の「スキル」の存在のためである。
一方、踏襲されていない内容、特にこれまでの作品と大きく違う部分は次の通りとなる。
- 勝利条件。「最後まで生き残ったプレイヤー」ではなく「拠点を破壊したチーム」または「拠点に多くダメージを与えたチーム」が勝利となる。
- 倒されたプレイヤーは、「敗者として終了までゲームからリムーブ」ではなく「5秒間一時的にゲームからリムーブされた後、復帰地点から再開」となる。
- そのため「みそボン」は存在せず、さらに相手を倒した回数（いわゆる「キル数」）を争うゲームでもない。
- キャラクターは所定のライフ(HP)があり爆風を受けてもダメージを受けるが「即死」ではない。ダメージにより残りHPが0以下になると倒される。
- 味方や自身の爆弾による爆風を受けた場合はその場で一定時間動けなくなる（スタン）。ダメージは、相手からの爆弾や攻撃のみで受ける。
- 引き継がれていないアイテムがある。例えば「ドクロ」アイテムは本作に存在しない。
- 残り時間が少なくなる（60秒以下）なると、BGMのテンポは上がるがマップが狭くなるなどの早期決着を促す仕掛けは発生しない。
- マップは一部条件を除きプレイヤー側で選択する事は出来ず、一定のラインナップからランダムで選択される。マップのラインナップは一定期間で更新・追加される。

4対4の敵味方2チームに分かれ、自分のベースを破壊される前に、敵のベースを破壊することがゲームの目的となる。本作ではMOBAの要素を取り入れ、アタッカー、ボマー、シューターといった能力スタイル、チームレベル（および経験値）や特殊スキル、リスポーン先となる拠点、ベース前を守るゲートといたものを実装している。
自分のチームのボムおよび爆風は青で表示される。敵チームのボムおよび爆風は赤で表示され、これに当たるとダメージを受ける。敵の攻撃スキルによってもダメージを受ける。HPが0になると服が破けたダメージイラストが表示され、5秒後に自チームのリスポーン地点から復活する。
筐体には縦長のメイン画面、タッチパネル形式のコントロールパネル、操作スティックと各種ボタン、コンパネ上部に拠点破壊時に使用する起爆ボタンが設置されている。メイン画面上の液晶画面には斜め上から見下ろしたクォータービュー形式の3D画面が表示され、メイン画面上部では遠くまで見渡せ、下部ではプレイヤーキャラクターを起点にほぼ真上の視点で見えるようになっている。またメイン画面下部には、チャットログのほか、スキルの使用可否の状況やチームゲージといったゲームの基本情報やパラメータが表示されている。コントロールパネルはステージ全体のミニマップが表示されており、チャット用のボタンやベースに帰還するボタンもここに設置されている。ボムの設置、スキル1、スキル2のボタンもここに設置されており、使用できるスキルが表示されるようになっている。起爆ボタンは敵のタワーもしくはベースの耐久ゲージが0になると押せるようになる。
各チームにはベースの耐久値を表す「勢力ゲージ」があり、このゲージはベースの耐久値に直結している。その為、ベースが攻撃されベースの耐久価が減ると勢力ゲージも減少し、逆に回復スキルでベースの耐久値が回復すると勢力ゲージも回復する。また、この勢力ゲージはタワーの破壊や微量だが各チームのプレイヤーが撃破されても減少する。勢力ゲージに一定以上の差が開いた場合、不利側のチームには後述の「ラッシュタイム」が発動する。
時間内に敵のベースを破壊したチームの勝利。時間切れの場合は「勢力ゲージ」が多いチームが勝利で、それも同じ場合は引き分け。

### プレイヤークラスとマッチングシステム
オンライン対戦がメインのため、プレイヤーの実力の参考として下から順に以下の7段階のクラスが存在する。また、各クラスはA〜Cまで存在しC→B→Aの順で上昇する。各クラスのAの次は、上位のクラスCへアップとなり逆にCの時に降格条件を満たすと下位クラスのAへ降格してしまう。
- ビギナー
- ルーキー
- レギュラー
- スター
- スーパースター
- マスター
- グランドマスター

プレイヤーには「クラスポイント」が存在し、対戦結果によってこれが上下する。具体的には勝てば上がり負けると下がる。さらに連勝時の上昇ボーナスや対戦相手が上位クラスが多かった時の「ハンデキャップボーナス」が存在する。クラスポイントに影響するのは結果のみで、試合内容は吟味されない。このクラスポイントがいっぱいになれば上位へクラスアップし、逆にクラスポイントが空になると降格となる。2020年6月時点では、プレイヤークラスによる違いは下記マッチング帯以外の影響はない。
通常選択される「全国のプレイヤーと出撃」を選択した場合のマッチングは、パートナーがビギナーのみでかつ相手がCOMのみの「ビギナー帯」、ルーキー以上スター以下全てがマッチングする「下位帯」とスーパースター以上の「上位帯」に分かれている。さらにマッチング帯による違いは選ばれるマップに違いがあり、ビギナー帯は必ず「ボムタウン1」、下位帯はピックアップされたマップのうちの一部、上位帯はピックアップされたマップの全てから選択される。
上位帯のマッチングはさらに細かく下記のクラスを優先したマッチングが行われる。
1. スーパースターA〜C
2. マスターB、C
3. マスターA、グランドマスターA〜C

以上のクラス帯から8名のプレイヤーをマッチングするが、あくまでも「優先」のため欠員が出る場合は別クラスから自動的に補充される。ただし上位帯⇄下位帯を超えるプレイヤー補充は行われない。同じマッチング帯の補充プレイヤーが存在しない場合はCOMが補充される。例外として、指定した店舗と対戦する店舗対戦の場合はクラス帯は一切無視される。ただしこの設定はプレイ画面ではなく、オペレーション画面で設定する必要があるため対戦先を含めた店舗に協力を仰ぐ必要がある。
なお、フレンドやクラン、プレイヤーへの評価ボタン（いわゆる「いいね！」）といったSNS的機能は存在しないため全国対戦では指定した人と組みたい、または対戦したいまたはしたくないといったプレイヤー（マッチング）指定や希望、ルーム機能はない。シンプルに同時にプレーを開始した同マッチング帯のプレイヤーとマッチングし、誰と組み対戦するかはマッチング完了までわからない。店舗対戦時は必ず「店舗Aのチーム」と「店舗Bのチーム」とマッチングされる。

### オブジェクト
マップ上に設置されている施設で、これを破壊＆利用することによってバトルを有利に働かせることができる。ゲーム内では味方チームの施設は青色、敵チームの施設は赤色で表示されている。
ベース
各チームの拠点である施設。敵チームのベースの耐久値を０にして出てくる起爆ボタンを押して破壊すれば勝利となる。ベースの耐久値は勢力ゲージに直結しているため、タワーが破壊されたりプレイヤーが撃破されるとベースの耐久値も減少してしまう。また、味方チームのベース内にいると防御力がアップする。
ゲート
マップ進行を妨害する施設。マップの所々に設置されており、主にベースやタワー付近に設置されていることが多い。味方チームのゲートは問題なく通れるが敵チームのゲートは耐久値を0にして破壊しないと、そのゲートが設置されている通路は通ることができない。また、敵チームのゲートに近づくとプレイヤー目掛けてショックボールを発射し、触れるとダメージを受けてしまう。
『レインボー』からは通常のゲートよりも大きく、耐久値も高い巨大ゲートが登場している。
オレンのスキルで飛び越え可能。
タワー
リスポーンポイントを守っている施設。ベース同様、この施設の耐久値を0にして出てくる起爆ボタンを押すと破壊することができる。破壊するとチーム経験値アイテムの出現、敵チームの勢力ゲージ減少、下記のリスポーンポイントの出現が発生する。
『レインボー』からはタワー破壊の際に減少した分の勢力ゲージは回復することができなくなった。
マップによってはタワーが複数あるマップも存在する。
リスポーンポイント
タワーを破壊すると出現する施設。このリスポーンポイントの近くで撃破されると、ここから再スタートできる。ブロッカーのソフトブロック生成スキルで上にソフトブロックが乗ると機能が停止するため、ソフトブロックを壊さない限りここから再スタートできなくなる。
マップにリスポーンポイントが複数ある場合は、撃破された所から一番近いリスポーンポイントから再スタートできる。

### パワーアップアイテム
ソフトブロックや一部オブジェを破壊するとランダムでアイテムが出現するが、本作では以下の5種が存在する。パワーアップにはキャラクターごとに最大値が存在し、最大値に到達したパラメーターはアイテムを取得しても効果は一切ない。そのため最大値になったパラメーターのアイテムは敢えて取らずチームメンバーに譲ったり、倒されることで失うパラメーターの補強に使うといった戦術に活用することができる。ただし「チーム経験値」アイテムは記述の通りチーム共有のため譲る必要はない。また、アイテムはボムの爆風や、一部ステージギミックに当たってしまうと消滅してしまう。
BOMB
爆弾の爆弾のアイコンが描かれた黄色のアイテム。同時に設置できる爆弾の数が上昇する。
FIRE
炎のアイコンが描かれた赤色のアイテム。爆風の長さが上昇する。
SPEED
ローラースケートのアイコンが描かれた水色のアイテム。移動速度が上昇する。
チーム経験値
“EXP“と書かれたオレンジ色のアイテム。チーム経験値が上昇し、4つ取ると1レベルアップとなる。このアイテムのみチーム全体に効果が及ぶ。
ハート
ハートのアイコンが描かれたピンク色のアイテム。HPが回復する。唯一ソフトブロックから出現せず限られた状況でしか取得できない。

### ラッシュタイム
いわゆる逆転要素。勢力ゲージに一定以上の差が開いた時に不利側に発動する。両チームとも1試合で1回だけ発動するため、1回ラッシュタイムが発生したチームはその後いかなる不利状況になっても再度発生しない。ラッシュタイムが発生した側のチームは15秒間以下の影響を受ける。
- HPがその場で全回復する
- 各種パラメーターがキャラクターの現在値および最大値を無視し、全て「7」になる
- スキルのチャージ時間が大幅に短縮される
- ラッシュタイム発生時に経験値不足で使用できなかったスキルが解放される（チームレベルが最大扱いになる）

ラッシュタイムに入ると画面にメッセージが表示され、BGMも固定のものに変更される。ラッシュタイムになったチームはいかにこれを生かして逆転するか、そして相手側はいかにこれを乗り切るかが勝敗を分けるポイントとなる。

## マップ
本作ではこれまでのシリーズのような長方形ではなく、途中に施設や隘路などが設置された複雑な形状でかつ画面1つでは入りきらない大きなマップとなっている。ただし一部を除いて形状は点対称となっているためどちらのサイドに配置されても全てのプレイヤーにとっての視点や操作は全く同じ感覚でプレーできるように設計されている。
各マップには固有のマップギミックが存在するが、プレイヤーやチームがギミックそのものを破壊したり無効化はできないようになっている。そのためいかにギミックを利用・攻略するかがポイントとなる。オンラインバトルモードに登場するマップは大きく下記9種類存在するが、さらにその中でもバリエーションが存在しオンラインアップデートで追加されているため実際のマップ数は数十種類に及ぶ。
この中から一定期間中2〜4種類がピックアップされるが、スタンダードプレーのマップ選択はマッチングごとかつマッチング画面中にランダムで自動的に１つが選択され、発表される。稼働初期は多数決やコイントスといったプレイヤーがマップ選択やサイド選択に介入するシステムは無かったが、2024/11/11から実装されたPASELIのプレミアムプレーで、オンラインバトル選択時にプレーしたいマップに投票し多数決でマップが決定するシステムが導入された為、ある程度プレイヤーがマップ選択に介入する事が出来るようになった。

### ボムタウン
共通マップギミック：踏切と列車
街中に設置されたマップ。一定間隔で警報音が鳴り始め、その後踏切が閉じられて列車が通過する。踏切が閉じられると列車軌道外に脱出はできず閉じ込められてしまい、列車に轢かれて一撃で撤退となってしまう。ただしマップによっては抜け道が設定されているため、抜け道の存在するマップでは踏切が閉じられても脱出や侵攻が可能である。踏切の攻防はもちろんだが、抜け道にも注意を払うことが勝負の鍵となる。
例外的に「ボムタウン1」は初心者用マップと位置付けられ、一定のクラスまではピックアップされているマップを問わず必ずこのマップが選択される。「ボムタウン1」にはマップギミックは無く構造もシンプルなマップで、ベース侵攻口も通常の2方向ではなく4方向から入れる難易度が低い造りとなっている。

### サイバースペース
共通マップギミック：なし
雲を貫く高層ビルの頂上に設置されたマップ。他マップと違い進路を妨害するギミックはないもののベースの形状やゲートが多いなど造りがやや特殊なマップが多い。試合開始前に近傍をビックバイパーが通過することがある。

### パニックアイランド
共通マップギミック：折れる橋
サメがうろつく海の上に建設された人工島に設置されたマップ。マップギミックの折れる橋は一定間隔でグラグラ揺れてから下に落ち、しばらくすると元に戻ることを繰り返す。下に落ちている間は橋を渡ることができなくなる。さらに橋が折れた瞬間に橋の上にいるキャラクターは海に落下し即座に撤退となってしまう。

### 聖邪の遺跡
共通マップギミック：鉄格子、宝箱
人里離れた山岳地帯に設置されたマップ。下記の期間限定マップであるハロウィンマップを除けば、初のマップギミックが2種類あるマップでもある。鉄格子はスイッチを踏むと開くが、スイッチから足を離してしばらくすると閉じる。ほとんどの鉄格子は片方からしか開けられずうまく使うとショートカットになりうるが、それは相手にも同様なため開けるタイミングには注意が必要となる。宝箱はボムの爆風で開けることが可能で中にはアイテムのチーム経験値が入っている。主に両チームのスタート地点周辺に置かれていることが多い。見た目が違う・破壊するとアイテムが必ず出現するという違いはあるが性能はソフトブロックと一緒。
また例外的にマップが点対称ではなく線対象のマップが存在するため、開始サイドによって見た目上左右が逆転する。

### アクアブルー城
共通マップギミック：ジャンプ台
名前の通りアクアの居城。ジャンプ台は常時一定間隔で動作しておりこれに乗ると全ての障害物を飛び越し決まった場所へ着地することができる。逆に着地点からは戻ることはできないため、侵攻ルートが2つ存在することになる。ただしジャンプをする場合着地点や着地タイミングの調整は一切できないため、相手に着地点付近で待ち伏せやブロックを設置されると侵攻が大きく妨害されてしまう。よって特に中盤以降のリスポーン時にジャンプ台を利用するときは下画面の全体マップで相手が着地点付近に張り込んでいないか注意を払う必要がある。

### カラクリ城
共通マップギミック：オジャマ石
日本庭園をモチーフにした和風のマップ。マップギミックのオジャマ石は決まった場所に設置されており飛び越すことも破壊もできない。オジャマ石の上にはカウントが表示されており、これは1秒毎に1ずつ減っていき0になると地面に埋れて通行可能になり、侵攻ルートが増加する。

### ヒエールビレッジ
共通マップギミック：巨大雪玉
雪に覆われた山奥の村に設置されたマップ。巨大雪玉は一定間隔で自動的に発生・成長してキャラクターより巨大な雪玉に成長する。雪玉は特定の場所まで転がってから壊れるが、これに轢かれるとダメージはないが数秒スタンして動けなくなるため大きな隙をさらしてしまう。

### ボム砂漠
共通マップギミック：スキルオアシス
名前の通り砂漠をモチーフとしたマップ。マップギミックのスキルオアシスは、オアシスの泉にしばらく留まるとスキルのチャージ速度が少し早くなる。

### ボム火山
共通マップギミック：マグマトラップ、貫通ブロック
マグマが流れる火山に建てられた工場地帯のマップ。マグマトラップはドクロが描かれているマスに乗ると一定時間後にマグマが吹き出し、マスに乗ったままだとダメージを受けてしまう。また、ドクロのマスに乗っているソフトブロックはそのマスのマグマトラップが発動すると消えてしまい、マスに乗っているボムも誘爆してしまう。貫通ブロックはその名の通り、ボムの爆風を貫通ブロックの向こう側まで貫通する特性を持つ。ただし、ハードブロック同様破壊することはできない。

### その他
上記以外のオンラインバトルには登場しない専用マップやコラボ用マップ。
- チュートリアルマップ
- QMAコラボマップ QMAとの社内コラボマップ。ボムタウン系マップをベースにしたもので、看板やオブジェクトにQMAのイラストなどが描かれている。現在は出現しないもののQMAのイラストをなくし小修正したものが通常マップへ編入された。
- ハロウィンマップ  パイン追加時の限定マップ。こちらも上記QMAコラボマップと同様現在はオブジェクトなどを通常のものに変更、マップも小修正されて通常のマップに編入された。パイン登場の次の年も一部マップが追加されて2020年版として登場しており、2021年以降も登場している。
- KACマップ  コナミによるeスポーツ大会KONAMI Arcade Championship（KAC）で実際に利用されたマップ。基本的に既存のマップと同じだが、KAC用のオブジェクトがつけられたデザインになっている。本作はKACに2019年（8th）と2020年（9th）に開催タイトルとして選ばれているが、2020年については予選は予定通り開催されたもののその後COVID−19の影響で決勝戦が2021年（10th）に延期[6]し、最終的に中止になっている。
- ボンバー祭会場　2020年8月限定のマップ。上記のQMAコラボマップ同様、ボムタウン系マップをベースにしている。マップ中央部に白ボンと黒ボンの像が向かい合って建てられているため、開始サイドによって見た目上どちらかが背中を向けている。ただしプレー上の有利不利などの影響はない。現在は小修正されたものが通常マップへ編入されている。

## キャラクター
プレイアブルキャラクターは「ボンバーガール」と呼ばれている。ゲストキャラ（コナミの他作品から登場するキャラクター）を含めた全員に共通する特徴として、導火線など各キャラクターをモチーフにした尻尾が生えており、メインビジュアルではそこから火花が飛び散っている。
初期状態で使用可能なのはシロ、モモコ、エメラ、オレンの4人のみで、パプルは初回プレイからのスタンプを完成させることで解禁され、それ以外はバトル終了後のボンバーガチャで当たれば使用可能になる（ロケテストで使用可能にした場合は製品版に引き継がれた）。現在はパプル解禁スタンプの途中で各ロール別のキャラ確定ガチャによりキャラクターが最低4回確定で当たるため、実質プレイアブルキャラクターは最低9名で開始となる。
各ボンバーガールには所属事務所のような意味合いの「ブランド」が設定されており、各ブランドによって所属ボンバーガールのモチーフが存在している。各ブランドの特徴は以下の通り。
- アカデミア - 「どんなマスターにも安心のボンバーガールを」と掲げた、間口広く安心の品質をというあったかいブランド。モチーフは学園。
- ドルプロ - モチーフはアイドル。キラキラしたガールが多く所属している。
- TAF - 正式名称は「TACTICAL ASSAULT FORCE」（タクティカル アサルト フォース）。モチーフはミリタリー。
- sciensynaps - 読みは「サイエンシナプス」。モチーフはSFメカ。
- Sanctuary - 読みは「サンクチュアリ」。落ち着いた印象のブランド。モチーフは神々しさ。
- 東曄堂 - 読みは「とうようどう」。モチーフは和風やレトロ。老舗のブランドでもある。
- UNKNOWNS.inc - 読みは「アンノウンズ」。モチーフは未知の生物。妖怪娘やモンスター娘などの人外キャラクターが所属している。
- 573ファクトリー - ゲストキャラクターが所属しているブランド。

誕生日は初期キャラクターは稼働開始後、稼働後に追加されている新キャラクターは正式発表と同時に公表されている。過去にゲストキャラクターの誕生日は原作（ゲスト側のゲーム）にて既に設定されているキャラクターも含めボンバーガール内では公表されていなかったが、2024年のグリムアロエの誕生日キャンペーンを機にゲストキャラクターの誕生日も公表されている（詩織を除く）。

### ボマー
攻撃役。ボムを多数設置でき豊富なボムスキルでソフトブロックの破壊と高威力のボムで施設破壊に長ける。一方攻撃手段は原則ボムしかないため相手ガール、相手サポーターを倒すのは苦手。またブロック破壊が得意な特性上防衛能力は皆無で参加しても逆に味方後衛を妨害しやすい。
そのため原則自チームが不利でも防衛には一切参加せず常に侵攻路を塞ぐブロックや施設を壊しながら道を切り開き、最終的にはベース爆破へ導くことが定石となる。
シロ
声 - 東山奈央
ブランド：アカデミア 誕生日：4月6日 身長：159cm
白と青を基調としたセーラー服を着たボンバーガール。ボンバーマンシリーズの主人公である「白ボンバーマン（白ボン）」をモチーフにしたキャラクターで、髪飾りやボンボリをモチーフにしたサイドテールなど白ボンの意匠が見られる。ドレスアップパーツのスクール水着や体操着を着せると、名前の部分に「ツロ」と書くほど「シ」を「ツ」と書いてしまう書き癖がある。
これまでのボンバーマンに近い感覚で操作できるとっつきやすさを持つ一方、ソフトブロック破壊力の高さと豊富なバリエーションを持ったスキルを持つため奥深さも持つ。
クロ
声 - 高橋李依
ブランド：アカデミア 誕生日：9月6日 身長：160cm
黒いブレザーを着たボンバーガール。「黒ボンバーマン（黒ボン）」をモチーフにしたキャラクターで、髪飾りやボンボリをモチーフにしたサイドテールなど黒ボンの意匠が見られる。料理を作るのと食べるのが大好きなため、大食いかつ食い意地が張っている。好物はキムチカルビ丼。彼女の書く字は悪筆。
威力に特化しているため施設破壊力が高く、一発逆転力が強い一方ソフトブロック破壊はボマー内ではやや苦手な特性を持つ。
藤崎詩織
声 - 金月真美
ブランド：573ファクトリー 誕生日：未公表 身長：158cm
モチーフは『ときめきメモリアル』のメインヒロイン。「詩織をモチーフにしたボンバーガール」なので厳密には詩織本人ではないが、声は詩織役の金月真美が演じている。また、原作での詩織の清楚なイメージを壊さないように彼女が撃破された時に表示される一枚絵は服の破れが控えめになっている。
他のボマーと違い一発で大火力のボムスキルが無い一方、自身と味方1人に一定時間完全無敵を付与できるスキルを持つ。また、詩織のボムスキルは使う度に性能が上がるが、自身が撃破されると性能が落ちる特性があるため、味方前衛と足並みを揃えかつ相手陣地でいかに長時間生き延びることが重要になる。
グレイ
声 - 大和田仁美
ブランド：アカデミア 誕生日：1月8日 身長：155cm
2019/3/20から追加されたキャラクター。灰色のジャンパーを着たボンバーガール。ボンバーマンシリーズに登場する「MAX（マックス）」をモチーフにしたキャラクターで、髪飾りなどにマックスの意匠が見られる。
全般的にはシロとクロの中間の特性を持つが、彼女固有の能力として電撃を伴うボムスキルはハードブロックの向こうに存在する相手やブロックを攻撃することができる。一方、ボムを動かすスキルは覚えないため、ボムによる隘路の封鎖を崩すのは苦手でかつボムに囲まれると脱出する術に乏しい。
シロン
声 - 金田朋子
ブランド：アカデミア 誕生日：5月5日 身長：119cm
2020/7/30から追加されたキャラクター。2002年10月から翌年9月までテレビ東京系列で放送されたアニメ『ボンバーマンジェッターズ』の主人公「シロボン」をモチーフとしたキャラクターで、髪飾りなどにシロボンの意匠が見られ、担当声優もモチーフ元と同じ。シロの妹であり、シロンは姉であるシロに憧れている。ドレスアップパーツのスクール水着や体操着を着せると名前の部分に「ツロソ」と書くほど、姉同様「シ」を「ツ」と書いてしまう他、「ン」を「ソ」と書いてしまう書き癖がある。身長は全ガールの中で最も低い。シロの妹という設定だが、シロのモチーフ元である「白ボンバーマン」とシロンのモチーフ元である「シロボン」の間には世界観上の関連はない。
ボマー内ではソフトブロック破壊に特化した性能を持っており、バトル序盤でマップ進行に大きく貢献できる。一方、火力はボマー内では控えめ。
プラチナ
声 - ファイルーズあい
ブランド：アカデミア 誕生日：7月8日 身長：161cm
『レインボー』（2022/7/13）から追加されたキャラクター。黄色と白を基調としたセーラ服を着たボンバーガール。『爆ボンバーマン』の味方キャラクターであり、真のラスボスである「シリウス」をモチーフにしたキャラクターで、髪飾りなどにシリウスの意匠が見られる。オレン曰くエメラたち戦闘用アンドロイドの生みの親であり、彼女たちを使って大事件を起こしたようだが真相は不明。クロ以上のかなりの悪筆であり、ドレスアップパーツのスクール水着や体操着を着せると名前の部分に「ペラチメ」としか見えないくらいに壊滅的。
ボマーの中では爆風上昇の限界値が少し低い代わりに速度上昇の限界値が少し高い。スキルには誘爆されない限り任意で爆破可能なボンバーマンシリーズに登場するリモコンボムを持つ。また、彼女の大火力ボムスキルは前方範囲にレーザー状の爆風を発生させる特徴がある。一方詩織、グレイ同様現時点でボムを動かすスキルは覚えない。
ダァク
声 - 古賀葵
ブランド：アカデミア 誕生日：2月2日 身長：121cm
『レインボー』（2024/4/25）から追加されたキャラクター。『爆ボンバーマン2』のボスキャラクターの「ベルゼバル」をモチーフにしたキャラクターで、髪飾りなどにベルゼバルの意匠が見られる。家宝の闇のエレメンタルを持ち、使い魔のラビデルを連れている。シロンと勝負するため宇宙からはるばると地球にやって来た、自称暗黒最強ボンバーガール。単語に何かと「暗黒」を付けたり、「ダーックックックッ」と高笑いしたりするが、バカと言われると癇癪を起こす。上記の通り、シロンに対して異常なまでのライバル心を抱くが、ダァクのモチーフ元である「ベルゼバル」とシロンのモチーフ元である「シロボン」の間には世界観上の関連は無い。
ダァクのスキルと特性はクロとシロンの能力が混ざった性能をしている。彼女の大火力ボムはクロの大火力ボムに次ぐ威力かつ、相手プレイヤーに爆風を当てると残り体力にかかわらず即死させる特徴がある。しかし、ボマーの大火力ボムスキルの中ではチャージ時間が一番長い欠点がある。また、目の前のボムやソフトブロックを消すスキル、闇のエレメンタルによるパワーアップスキル発動の瞬間に発生する無敵時間があるのでボマーの中では敵陣に侵略しやすい特徴がある。
シロヱ
声 - 久川綾
ブランド：アカデミア 誕生日：1月31日 身長：167cm
『レインボー』（2025/7/9）から追加されたキャラクター。『ボンバーキング』の主人公「ナイト」をモチーフにしたキャラクターで、髪飾りなどにナイトの意匠が見られる。シロとシロンの母親で現在は普通の主婦だが、過去に滅亡の危機に瀕していた異星の緑を取り戻した事により「鋼の魔女」「ボンバークイーン」と呼ばれた伝説のボンバーガール。世話好きで家事が好きな性格。夫（シロとシロンの父親）は既に亡くっている為、未亡人。ドレスアップパーツのスクール水着や体操着を着せると、名前の部分に「ツロヱ」と書くほど、娘達同様「シ」を「ツ」と書いてしまう書き癖がある。シロとシロンの母親で親子という設定だが、シロヱのモチーフ元である「ナイト」とシロのモチーフ元の「白ボンバーマン」、シロンのモチーフ元である「シロボン」の間には世界観上の関連は無い。
シロヱの初期スキルに広範囲に爆風を発生させる大火力ボムを2種類持っており、それぞれ威力は低いものの連続して使えば広範囲に爆風を当てることが出来る。追加スキルもミサイルに乗ってブロックを壊しながら移動したり、ダメージを1回だけ防ぐバリアを発生させるスキルを持つ。ボムを動かすスキルは覚えない為、相手プレイヤーとの対面している状況は苦手。

### アタッカー
攻撃役。足が速く（セピアを除く）相手や施設を直接攻撃できるスキルが豊富な切り込み役。サポーターの除去も得意なためゲートを壊してしまえばベース侵入もスムーズに行いやすい。一方、体力は低く（セピアを除く）、ボムの性能は低めでソフトブロック破壊は苦手。
ボマーと違い直接攻撃スキルがあるため攻めてきた相手を倒すこともできるが、ボマー同様原則不利状況でも相手陣地へ侵攻するのが定石。切り込み役として機動力の高さと攻撃スキルの無敵時間を駆使し、立ち回りで如何に長時間相手陣地を侵略し続け撤退させられないかがポイントとなる。
オレン
声 - 中村桜
ブランド：TAF 誕生日：4月14日 身長：170cm
オレンジ色の迷彩柄のヘソ出しルックに身を包んだボンバーガール。右目にアイパッチをしている。オリーヴの登場により、元魂斗羅という過去が明らかになった。
デフォルトキャラクターとしてはややクセはあるものの、ブロックやボムを飛び越したりすり抜けて攻撃するスキルを持つため速攻力が高い。また自分自身のHPを回復するスキルを持つため、HPの少なさの割には立ち回りによっては長く敵地を侵略し続けることも可能。
ウルシ
声 - 加藤英美里
ブランド：東曄堂 誕生日：11月13日 身長：154cm
紅白の和服を着て目を仮面で隠している忍者のような風貌のボンバーガールで、義賊「怪盗ねずみ小僧」として世間を騒がしている。ドレスアップパーツのスクール水着や体操着を着せると、名前の部分に「漆」と書かれている。
スキルで姿を完全に隠して移動が可能で時間経過かボム設置またはスキル使用、攻撃を受けると解除される。ボマーのような一発で大きいダメージは与えられないが、攻撃回数で施設に大きいダメージを与えることができるのも強み。
セピア・ベルモンド（セピア）
声 - 佐藤聡美
ブランド：Sanctuary 誕生日：6月12日 身長：184cm
2018/12/27から追加されたキャラクター。『悪魔城ドラキュラ』シリーズをモチーフとしたキャラクターで、ベルモンド家の血を引くボンバーガール。
ベルモンド家伝統の鞭や手持ちのチェーンソーによる直接攻撃のリーチと対キャラクターの攻撃力に長ける。また、アタッカーとしては例外的に足は遅めだが体力は高いため他のアタッカーより強引な攻めがやりやすい。
アサギ
声 - 長江里加
ブランド：東曄堂 誕生日：6月23日 身長：152cm
2019/12/25から追加されたキャラクター。名前や外観の通り新選組をモチーフにしており、髪の毛は浅葱色でボブカットの後ろ髪の先端が白になったダンダラ模様になっている。狼の尻尾と耳を持つ壬生狼族のボンバーガール。魔剣「大念動波剣」（『月風魔伝』に登場する剣と同じ名称）を操る正義感の強い警察官。元・神撰組三番隊組長。ドレスアップパーツのスクール水着や体操着を着せると、名前の部分に「浅葱」と書かれている。
スキルを相手に当てるとHP吸収ができるが、回復に若干時間差がある。
テッカ
声 - 種﨑敦美
ブランド：東曄堂 誕生日：12月1日 身長：165cm
2021/12/23から追加されたキャラクター。『究極戦隊ダダンダーン』をモチーフとしたキャラクターで、同作品に登場する小鉄とアンの娘。両親のあまりにも正義に拘りすぎた育成から反抗期になり、レディースチーム「打弾団（だだんだん）」の総長になるほどの不良。X（旧Twitter）で公開されているテッカの設定資料では、名前は漢字表記だと「鉄火」と書かれている。
スキルは相手を吹き飛ばすものに特化している。また、テッカ自身の格闘術は父親譲りなので『究極戦隊ダダンダーン』での小鉄の必殺技の1つである「衝天砲」がテッカのスキルとして実装されている。
チグサ
声 - 新井里美
ブランド：東曄堂 誕生日：1月10日 身長：157cm
『レインボー』（2023/2/16）から追加されたキャラクター。アサギの同僚警察官の1人で元・神撰組二番隊組長。アサギを含む同僚警察官の中では唯一の人間。元々はX（旧Twitter）で公開されている公式漫画に登場する「企んでそう子（仮）」という名のキャラクターだったが、プレイアブル化と共に正式名称が公開された。ドレスアップパーツのスクール水着や体操着を着せると、名前の部分に「千草」と書かれている。
スキルや特性はほぼアサギに準じるがこちらは最後にスキルの攻撃を与えた相手チームのプレイヤー1人にHPが徐々に減少してしまう呪いを付与する効果がある。この呪いは撃破されるか帰還するか別のプレイヤーに呪いが移るまで解除されない。
最愛チアモ
声 - 川口莉奈
ブランド：573ファクトリー 誕生日：10月10日 身長：156cm
『レインボー』（2023/11/30）から追加されたキャラクター。モチーフは『チェイスチェイスジョーカーズ』（CCJ）のプレイアブルキャラクターの1人。原作のCCJ同様、「センセ」（プレイヤー）に一目惚れをしたことが切っ掛けでボンバーバトルに参加している。恋した相手に依存したり、自分の恋路を邪魔をする者は容赦はしないヤンデレな性格。チグサ曰く「史上最悪の暗殺一家、最愛家の三女チアモ」とのことだが詳細は不明。
スキルは前に進みながら攻撃するものに特化している。また、アタッカーの攻撃スキルでソフトブロックを破壊できるスキルを持っている。しかし、他のアタッカー比べるとスキルの威力が総じて低めなことやスキルの手数が少ないため、ゲートなどの施設破壊が苦手。
スイスイ
声 - 寺澤百花
ブランド：Unknowns.inc 誕生日：10月2日 身長：123cm
『レインボー』（2025/2/20）から追加されたキャラクター。中央国の山奥に4000年暮らしているキョンシーで流派水水拳と呼ばれる拳法の達人。4000年も長生きし過ぎたので自堕落かつ我儘な性格で暇を持て余している。
アタッカーの中では体力の最大値が一番低い代わりにスキルのチャージ時間が短く、発動後の隙も少ない特徴がある。ただしスキルの無敵時間や威力は総じて短く低め。

### シューター
防衛役。離れた地点やブロックを挟んだ敵を狙撃するスキルを持っている。障害物を無視して攻撃できる半面、後述の特性上前線に立つのには向いておらず、すべての射撃スキルは施設に当てるとダメージが半減するため原則後方に控えて攻め込んできた相手を倒すために使用する。体力と走力は低めでボムは火力が強く設置個数は少なめ。
エメラ
声 - 日笠陽子
ブランド：sciensynaps 誕生日：5月24日 身長：170cm
エメラルドグリーンのボディーをした戦闘用アンドロイドのボンバーガール。メイド用にカスタマイズされ、エプロンをしている。髪の部分に「04」と書かれている。
尖った部分は少ないが連射、射程重視、高火力射撃による援護とそれぞれを使い分けられかつ弾の発射にも癖が少ないため使いやすく、オールラウンダー的な特性を持つ。
パプル
声 - 藤田茜
ブランド：Sanctuary 誕生日：10月4日 身長：168cm
紫と白のボーダーの服を着た堕天使のボンバーガール。左目が赤、右目が青のオッドアイになっている。イラストにはセイジャ（声：未公表）が一緒にいるが、バトル中は背中の羽根や弓矢に変化する。『爆ボンバーマン2』に登場する「聖邪の天使」をモチーフにしたキャラクター。
また、彼女のプレイアブル解禁方法がアーケード版初回プレイからのスタンプでの入手となるため、コナステ版での通常プレーでは入手できない。そのため、コナステ版でパプルを使用するにはパプル解禁済みのアーケード版データをコナステ版と連動する必要がある。
敵を射るとダメージと短時間の速度ダウンを付与、味方や自陣施設を射ると透過せず回復と速度アップ（速度アップは味方キャラクターのみ）する弓矢を使う。相手への鈍足効果は無敵時間中に当てても付与できるため相手への妨害効果は高いが、味方にも当たる特性は混戦と相性が悪く、ゲートやベース防衛時は他シューターキャラクターと違いガチャスキルを引かないとこれらの向こうに居る相手を撃つことができないため苦手（持っていても弾道が特殊なので当てるのは難しめ）。
ツガル
声 - 釘宮理恵
ブランド：573ファクトリー 誕生日：8月8日 身長：未公表
モチーフは『beatmania IIDX』の菱宮津軽かつ、『武装神姫』のサンタ型ツガルがモチーフとなっている。イラストで着ているセーラー服はシロから貰った物。
直線的で射程も非常に長い射撃スキルで狙撃に長ける一方、発射時はごく短時間足が止まるため接近戦は苦手。またシューターの中では速度上昇の限界値が少し高く施設攻撃のダメージも他シューターと比較すると出しやすいため、前衛の援護に貢献しやすい。
パステル
声 - 椎名へきる
ブランド：573ファクトリー 誕生日：3月21日 身長：157cm
2019/7/11から追加されたキャラクター。モチーフは『ツインビー』シリーズの2P機ウインビーのパイロット。
射撃スキルは手持ちの拳銃またはウインビーによる攻撃で、いずれも連打はできないものの一発が重い。
オリーヴ・ドラブ（オリーヴ）
声 - 鬼頭明里
ブランド：TAF 誕生日：9月24日 身長：166cm
2020/12/24から追加されたキャラクター。『魂斗羅』シリーズをモチーフとしたキャラクターで普段は女子学生でアルバイト清掃員、裏の顔は魂斗羅所属のギャルなボンバーガール。オレンとは元相棒の間柄。オレンとは逆に左目にアイパッチをしている。
装備している「つぐみんライフル」を駆使し、誘導ミサイルや火炎放射などで攻撃する。スキルの性能上、狭い場所では効果を発揮しやすい一方で広い場所では相手との距離間が重要になってくる。
シルヴァ
声 - 藤井ゆきよ
ブランド：sciensynaps 誕生日：9月19日 身長：190cm
2022/4/21から追加されたキャラクター。伝説の鬼教官と恐れられていた軍所属の戦闘用アンドロイドのボンバーガール。エメラの姉妹機にして、エメラからは「大佐」と呼ばれている。髪の部分に「0」と書かれている。オレンとオリーヴは彼女のことを知っているようだが、当の本人は記憶が全くない。
スキルや特性はほぼエメラに準じるがシルヴァはエメラよりもスキル1回の弾数と全弾当てた時のダメージ量が多い分、1発の威力が低いという相違点がある。
ブラス
声 - 久野美咲
ブランド：Sanctuary 誕生日：5月4日 身長：125cm
『レインボー』（2023/8/3）から追加されたキャラクター。音楽天使と名乗るほど音楽が大好きな天使のボンバーガール。トランペットなどの金管楽器の演奏が得意でその実力はプロ級。セピアを母のように、パプルを姉のように慕っている。そのため、パプルとはパプルが天使時代の時からの知り合いでパプルが堕天使になり地上に落とされたのを切っ掛けにブラスも追いかけるように地上へと降り立っている。
スキルはシューターでは珍しい近接射撃かつ範囲射撃メインのキャラクター。よって、他のシューターと比べると相手プレイヤーに近づく必要性はあるが射撃範囲は少し広め。また、ツガル同様シューターの中では速度上昇の限界値が少し高い。

### ブロッカー
防衛役。ソフトブロックを生成するスキルを持っている。体力は4ロール中最高。ベースの防御固めはもちろん、味方プレイヤーや施設の回復、敵の侵攻の妨害役も兼ねており唯一復帰ポイント潰しができるため敵の攻めを遅らせることができる。シューターとの連携が重要で、地味ながら非常に重要な役割。
モモコ
声 - 井澤詩織
ブランド：ドルプロ 誕生日：3月3日 身長：142cm
ピンクのロリータ風の衣装を着たボンバーガール。ランドセルにはボンバーマンの敵キャラクターのアクセサリをぶら下げ、手にはM24型柄付手榴弾風のステッキを持っている。アイドルユニット「プリティ・ボンバーズ」のメンバーの1人でありリーダーでもある。愛称は「モモぴゅん」。
ブロック生成力の高さと施設や味方の回復スキルを持った後衛のスタンダード的な特性で、回復スキルが強力なため不利状況を巻き返す可能性も持つ一方直接攻撃やブロック生成以外の妨害スキルに乏しいため敵にベースに入られると追い払うのは苦手。
レウィシア・アクアブルー（アクア）
声 - 大空直美
ブランド：Unknowns.inc 誕生日：8月1日 身長：145cm
青い髪の吸血鬼のボンバーガール。ゲーム中やメディアなどほとんどの場合フルネームではなく略称である「アクア」が使用される。『サターンボンバーマンファイト!!』に登場する「レウィシア（レウィシア・ラル・ヘブンケール）」をモチーフにしたキャラクター。
ブロック生成力は高くないが、強力なサポーターを召喚したり、敵を問答無用でスタート地点まで追い払うことなど直接相手にダメージを与えたり、追放するスキルに長ける。一方、勢力ゲージが不利になった時の巻き返しが難しい。
グリムアロエ
声 - 長谷優里奈
ブランド：573ファクトリー 誕生日：2月21日 身長：140cm
2018/9/12から追加されたキャラクター。モチーフは『クイズマジックアカデミー』（QMA）の「グリム・アロエ」。QMAと異なり名前表記に中黒（・）が付かない。
ブロックは直接生成できず、代わりに敵味方問わずボムをブロックに変換するためテクニカルな部分があるが、他のブロッカーより柔軟なブロック生成ができる。全般的に相手の妨害が得意で、特に敵ボマーの超強力なボムを出されてもブロッカーの中で唯一不発にさせることができる。アクア同様、勢力ゲージが不利になった時の巻き返しが難しい。
パイン
声 - 悠木碧
ブランド：ドルプロ 誕生日：3月14日 身長：142cm
2019/10/24から追加されたキャラクター。黄色のロリータ風の衣装を着たボンバーガール。背中にはボンバーマンの敵キャラクターの「パース」をモチーフにしたデザインのバッグを背負っている。手にはM24型柄付手榴弾風のステッキを持っているが、こちらは爆弾部分を複数括り付けたものがモチーフとなっている。アイドルユニット「プリティ・ボンバーズ」のメンバーの1人でありサブリーダーでもある。愛称は「パイにゃん」。
スキルや特性はほぼモモコに準じるが若干癖がある。ブロック生成は1回で4つブロックを生成できるがチャージ時間とモーションがやや長く、回復スキルは逆にモーションが短いといった相違点がある。
プルーン
声 - 高橋花林
ブランド：ドルプロ 誕生日：11月26日 身長：144cm
2021/6/24から追加されたキャラクター。紫色のロリータかつナース風の衣装を着たボンバーガール。ナースアイドルであるため、特大の注射器を持っている。アイドルユニット「プリティ・ボンバーズ」のメンバーの1人であり自称裏リーダーであるが、仕事が嫌いで極度のサボり魔であるため他のプリティ・ボンバーズのメンバーからは「才能は確実にあるが一言で言うとクズ」と称されている。愛称は「プルるん」。
自身より1マス先にブロックを生成したり、回復スキルがパプルのような遠距離による射撃などブロッカー内ではトリッキーな性能を持つ。なお、現時点で敵にダメージを与えるスキルを覚えないためモモコ、パイン以上にベースに侵入した敵プレイヤーを追い払うのが苦手。また、プルーンの回復スキルは性能上自身は回復出来ない為、いかに体力を維持するのかも重要になる。
メロン
声 - 井上喜久子
ブランド：ドルプロ 誕生日：6月6日 身長：126cm
『レインボー』（2022/11/10）から追加されたキャラクター。緑色のロリータかつドレス風の衣装を着たボンバーガール。アイドルユニット「プリティ・ボンバーズ」のメンバーの1人であり自称真のリーダー。愛称は「メロめろ」。『ツインビー』シリーズに登場する宇宙の善良意識の集合体である「メローラ姫」から零れ落ちた欠片から誕生した分身のような存在だが、メロンはメローラ姫のことを「母様」と呼んでいる。レインボーベルをステッキとして扱う。
パイン同様スキルや特性はほぼモモコに準じる。メロンのソフトブロック生成スキルはメロンの一番手前1マスに爆風を2回当てないと壊れないプロテクトブロックを生み出すことができるがパイン以上にモーションとチャージ時間が長いため、使い所を間違えると相手に大きな隙を晒したり、肝心な時にスキルのチャージが間に合わない可能性が出てくる。回復スキルはモモコ、パインよりも回復量が多い分効果範囲が狭い特徴がある。
ブルーベリー
声 - 大空直美
ブランド：ドルプロ 誕生日：3月31日 身長：145cm
『レインボー』（2023/4/20）から追加されたキャラクター。青色のロリータ風の衣装を着た、アイドルユニット「プリティ・ボンバーズ」の幻の5人目のメンバー。愛称は「ベリちゃま」。その正体はパインの発明品「トウフノカドブツケール」の豆腐の角に頭をぶつけて記憶喪失となったレウィシア・アクアブルー。そのため、上記のアクアと同一人物だが別キャラクターとして実装されている。誕生日はX（旧Twitter）で公開されている公式漫画でブルーベリーが初登場した回の投稿日が2023/3/31からきたものである。
ブルーベリーのスキルと特性はアクアとモモコの能力が混ざった性能をしている。ソフトブロック生成スキルは横3マスと縦3マスにソフトブロックを生み出せるスキルをそれぞれ持っており、彼女の回復スキルは回復と同時にサポーターを3体召喚する事が出来る。
カラスバ・ヒイロ（ヒイロ）
声 - 羊宮妃那
ブランド：東曄堂 誕生日：11月6日 身長：222cm
『レインボー』（2024/09/19）から追加されたキャラクター。カラスバ神社の巫女である妖怪ハンターでウルシのクラスメイトかつ幼馴染。妖怪カラス天狗の血を引いているため背中と頭に翼が生えており、身長も222cmもあり全ガールの中で最も高い。小さくてかわいいものが好きだが、一目見ると妖怪の血が騒いで舐ろうとするなど食欲旺盛な性格になる。ドレスアップパーツのスクール水着や体操着を着せると、名前の部分に「烏羽」と書かれている。
ヒイロは初期スキルにブロック生成スキルを2つ持っており、それぞれブロックを生成と同時に周囲を回復するソフトブロックを生成したり、風を起こして相手を吹き飛ばす特性を持っている。また、2つともチャージ時間が短いためソフトブロック生成力の回転が早い。しかし、回復ソフトブロックは性能が低めの為アクア、グリムアロエ同様、勢力ゲージが不利になった時の巻き返しが難しい。

### その他
スタッフ
声 - 未公表
『無印』でゲームのナビゲーションに登場するキャラクター。外観はボンバーマンシリーズに登場する「ハニー」に似ているが関連性および本作における名前や素性などキャラクターに関わる情報は一切不明。
X（旧Twitter）で公開されている公式漫画やゲーム内で2頭身キャラクターとして登場するときはKONAMI社員（制作スタッフ）の代役というアイコン的な役割も担っており、そのときは「スタッフ」と書かれた襷をかけていることがある。
実況ガール
声 - 長久友紀
『レインボー』（2022/7/13）から追加されたキャラクター。上記の「スタッフ」に変わって『レインボー』からのシステムボイスやチュートリアルなどのゲームのナビゲーションを務める。ボンバーマンシリーズに登場する悪の組織「ヒゲヒゲ団」の総師（団長）「ムジョー」をモチーフにしたキャラクター。
シロやクロたちが通うボンバーアカデミアの生徒会長兼クロのファンクラブ「ヒケヒケ団」の会長でもある。趣味は筋トレとコスプレ。
サポーター
『初代ボンバーマン』をはじめとする、ボンバーマンシリーズの様々な作品に登場する敵キャラクターをモチーフにしたキャラクター。「ミンボー」「オバピー」「コンドリア」モチーフのサポーターが存在し「ミンボー」以外はソフトブロックを透過できるがそれ以外の特性は同じ。いずれもタワーやベースなどの周辺にいる護衛だが移動速度は遅く、相手キャラクターを捕捉すると追尾を始める。自チームからのの攻撃は一部を除いて透過するが、相手チームからの爆風や攻撃に当たると消滅する、相手キャラクターに当たった時は消滅と同時にダメージを与える。
特殊なサポーターとしてアクアのスキルで召喚することができる「サーヴァント」は全般的に性能が高い。移動速度、攻撃力はもちろん相手を捕捉すると最短距離で接近してくる。一方で「ミンボー」同様、ソフトブロックは透過できない。ブルーベリーもサーヴァントを召喚することはできるが、アクアが召喚できる個体と比べると性能は低い代わりに３体同時に召喚することができる。外観はアクアとブルーベリーのイラストで随伴しているコウモリの羽を持つもので自チームから召喚したものはイラスト通り青色の体色だが、相手チームが召喚したものは赤色になっている。

## パチスロ
- ボンバーガール （2022年、コナミアミューズメント）[16]